# 庾蓽
庾蓽（449年—502年），字休野，新野人，南北朝南齊、南梁官員。
庾蓽是劉宋應州刺史庾深之的兒子，南齊尚書吏部郎庾杲之則是他的侄子。庾蓽十歲時父親被殺，他服喪哀傷得非常瘦弱，獲鄉里稱頌。成年後得州迎主簿，舉薦秀才，擔任安西主簿、尚書殿中郎、驃騎功曹史。庾蓽涉獵不同書籍，有口才。南齊永明年間朝廷與北魏和親，任命他兼任散騎常侍出使北魏，回國後拜授散騎侍郎，主持東宮管記事務。鬱林王蕭昭業時期，庾蓽負責中書詔誥，後來外任荊州別駕，改任西中郎諮議參軍，又再次任職荊州別駕。他秉持法制令地區富庶，又保持節操，拒絕他人請託，清茶淡飯，妻兒免不了饑寒，齊明帝得知後嘉獎他，親自寫下敕文褒美，地方人民都感到光榮。
之後庾蓽遷任司徒諮議參軍、通直散騎常侍；蕭衍平定京邑，建立霸府，任用為驃騎功曹參軍，遷尚書左丞；又外任輔國長史、會稽郡丞、代理郡府事。其時百姓困苦，地方糧食貴達數千，人民流散，他整治安撫當地，又唯廉潔奉公，幾天沒有生火做飯。太守蕭伯游聽聞後饋贈物資給他，他辭謝不受。天監元年（502年）他去世，屍體無法殮葬，靈柩不能入土。武帝得知就下詔賜百匹絹布、五十斛米。當初庾蓽是西楚地方的望族，很早就擔任顯要官位，鄉人樂藹有才能，不滿庾蓽，二人互相競爭。樂藹在齊朝豫章王蕭嶷下任職，蕭嶷去世，樂藹仕途不得志，自步兵校尉求助希望防守荊州，庾蓽時任荊州別駕，忽略樂藹。蕭衍即位，樂藹作為西朝勳獲任名為御史中丞，而庾蓽才代理會稽郡府事，覺得是個恥辱；不久因職內小事被斥責，蕭衍以樂藹為他的同鄉宣旨教誨，庾蓽非常憤慨，因此發病去世。

## 引用
1. ↑  《宋書·卷七十九·列傳第三十九》：大明二年，以（海陵王劉休茂）為使持節、都督雍、梁、南北秦四州、郢州之竟陵、隨二郡諸軍事、北中郎將、寧蠻校尉、雍州刺史……夜挾伯超及左右黃靈期、蔡捷世、滕穆之、王寶龍、來承道、彭叔兒、魏公子、陳伯兒、張駟奴、楊興、劉保、餘雙等，率夾轂隊，於城內殺典籤楊慶，出金城，殺司馬庾深之、典籤戴雙。
2. 1 2 3  《梁書·卷五十三·列傳第四十七》：庾蓽字休野，新野人也。父深之，宋應州刺史。蓽年十歲，遭父憂，居喪毀瘠，爲州黨所稱。弱冠，爲州迎主簿，舉秀才，累遷安西主簿、尚書殿中郎、驃騎功曹史。博涉羣書，有口辯。齊永明中，與魏和親，以蓽兼散騎常侍報使，還拜散騎侍郎，知東宮管記事。
3. 1 2  《南史·卷四十九·列傳第三十九》：庾杲之，字景行，新野人也。祖深之，位義興太守，以善政聞。……蓽字休野，杲之叔父也。仕齊為驃騎功曹史。博涉群書，有口辯。永明中與魏和親，以蓽兼散騎常侍，報使還，拜散騎侍郎、知東宮管記事。
4. ↑  《梁書·卷五十三·列傳第四十七》：鬱林王卽位廢，掌中書詔誥，出爲荊州別駕。仍遷西中郎諮議參軍，復爲州別駕。前後綱紀，皆致富饒。蓽再爲之，清身率下，杜絕請託，布被蔬食，妻子不免饑寒。明帝聞而嘉焉，手敕褒美，州里榮之。
5. ↑  《南史·卷四十九·列傳第三十九》：後為荊州別駕，前後紀綱皆致富饒，蓽再為之，清身率下，杜絕請托，布被蔬食，妻子不免饑寒。齊明帝聞而嘉焉，手敕褒美，州里榮之。
6. ↑  《梁書·卷五十三·列傳第四十七》：遷司徒諮議參軍、通直散騎常侍。高祖平京邑，霸府建，引爲驃騎功曹參軍，遷尚書左丞。出爲輔國長史、會稽郡丞、行郡府事。時承凋弊之後，百姓凶荒，所在穀貴，米至數千，民多流散，蓽撫循甚有治理。唯守公祿，清節逾厲，至有經日不舉火。太守、襄陽王聞而饋之，蓽謝不受。天監元年，卒，停屍無以殮，柩不能歸。高祖聞之，詔賜絹百匹、米五十斛。
7. ↑  《南史·卷四十九·列傳第三十九》：累遷會稽郡丞，行郡府事。時承雕弊之後，百姓凶荒，米斗至數千，人多流散。蓽撫循甚有理，唯守公祿，清節愈厲，至有經日不舉火。太守永陽王聞而饋之，蓽謝不受。天監元年卒，停屍無以斂，柩不能歸。梁武帝聞之，詔賜絹百疋，穀五百斛。
8. ↑  《梁書·卷五十三·列傳第四十七》：初，蓽爲西楚望族，早歷顯官，鄉人樂藹有幹用，素與蓽不平，互相陵競。藹事齊豫章王嶷，嶷薨，藹仕不得志，自步兵校尉求助戍歸荊州，時蓽爲州別駕，益忽藹。及高祖踐阼，藹以西朝勳爲御史中丞，蓽始得會稽行事，旣恥之矣；會職事微有譴，高祖以藹其鄉人也，使宣旨誨之，蓽大憤，故發病卒。
9. ↑  《南史·卷四十九·列傳第三十九》：初，蓽為西楚望族，兄子杲之又有寵于齊武帝，蓽早曆顯官。鄉人樂藹有幹用，素與蓽不平，互相陵競。藹事齊豫章王嶷，嶷薨，藹仕不得志，自步兵校尉求助戍歸荊州。時蓽為州別駕，益忽藹。及梁武帝踐阼，藹以西朝勳，為御史中丞，蓽始得會稽行事，既恥之矣；會職事微有譴，帝以藹其鄉人也，使宣旨誨之。蓽大憤，故發病卒。

## 延伸阅读
[在维基数据编辑]
 《梁書·卷53》，出自姚思廉《梁書》